# 山内瑞葵
山内 瑞葵（やまうち みずき、2001年〈平成13年〉9月20日 - ）は、日本のアイドル、女優であり、女性アイドルグループ・AKB48のメンバーである。東京都出身。DH所属。

## 来歴

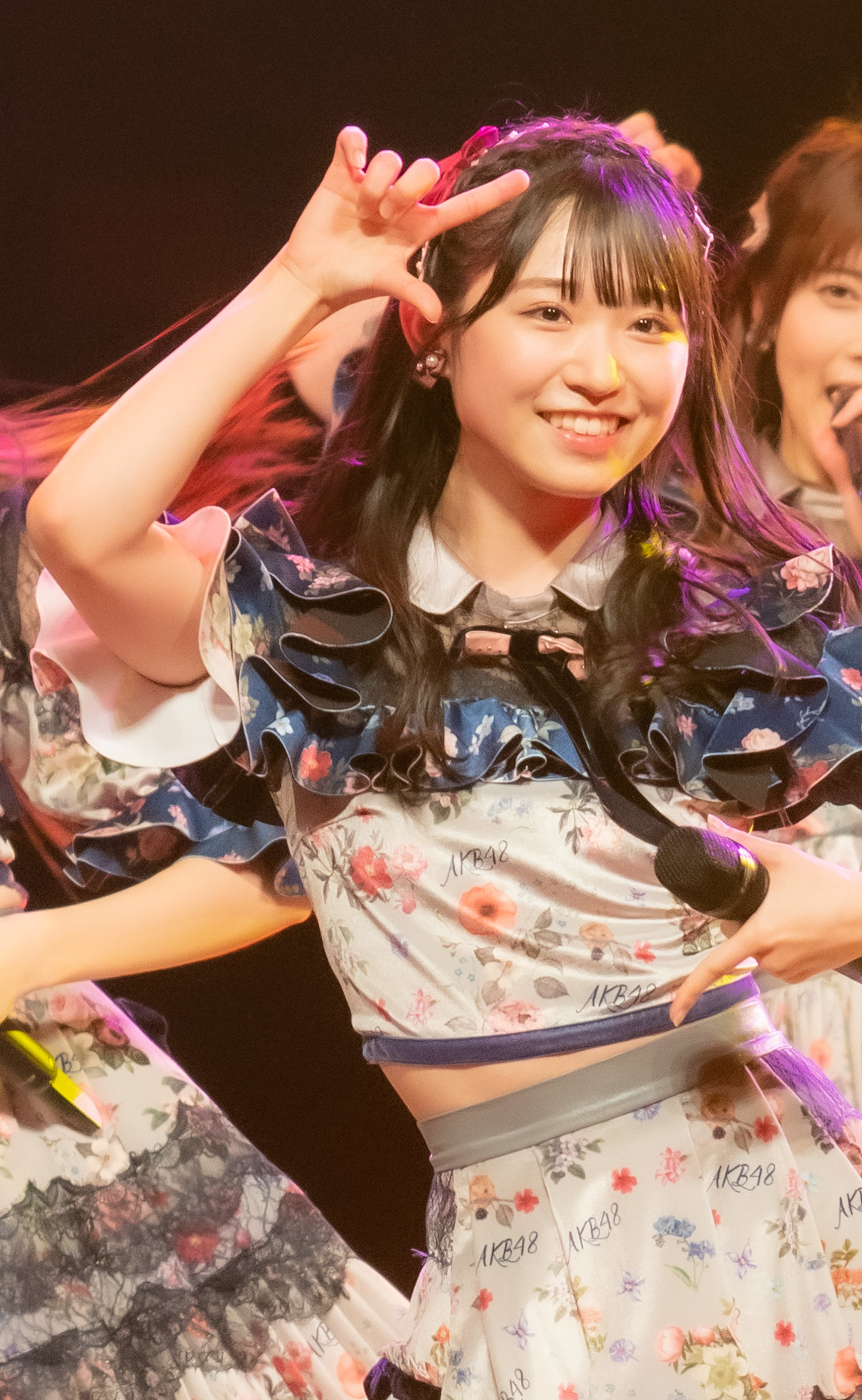
ライブでのパフォーマンス（2022年1月22日）

子役として、劇団四季の『ライオン・キング』でヤングナラ役を約2年務めるなどミュージカルに出演していた。
2016年10月16日、AKB48第16期生オーディションの最終審査に合格し、仮研究生になる。同年12月8日、AKB48劇場で開催された『AKB48劇場オープン11周年特別記念公演』で最終セレクションを突破した16期研究生19人の1人としてお披露目された。
2017年12月8日、AKB48劇場で開催された『AKB48劇場12周年特別記念公演』で発表された組閣（チーム再編成）により、正規メンバーへの昇格およびチーム4配属が決まった。
2018年5月30日発売のAKB48の52ndシングル『Teacher Teacher』で初めてシングル表題曲の選抜メンバーに入った。
同年6月6日に行われたAKB48 村山チーム4「手をつなぎながら」公演の初日公演では、公演で主にセンターに立つ松井珠理奈のポジションに抜擢された。
同年に開催された『AKB48 53rdシングル 世界選抜総選挙』において92位となり、「第10回世界選抜総選挙記念枠」に選出された。
2019年には、「坂道AKB」第3弾の『ジワるDAYS』カップリング曲「初恋ドア」を歌唱するメンバーに選ばれたほか、『サステナブル』カップリング曲「モニカ、夜明けだ」では梅山恋和と共にWセンターを務めた。
2020年1月20日、3月18日発売のAKB48の57thシングル『失恋、ありがとう』で初のシングル表題曲のセンターポジションに抜擢されることが発表された。
同年1月26日、TOKYO DOME CITY HALLにおいて、初のソロコンサート『AKB48山内瑞葵ソロコンサート〜“MY” Revolution〜』を開催した。
同年2月22日、渋谷ストリームで開催された『2020 AKB48新ユニット！新体感ライブ祭り♪』初日公演で小栗有以ら美少女5人組ユニット「IxR」（アイル）のメンバーとしてパフォーマンスを披露した。
2021年12月8日に開催された『AKB48劇場16周年特別記念公演』において組閣発表が行われ、チームKへ異動することが発表された。
2022年1月10日、神田明神で開催されたAKB48の新成人メンバーによる成人式に出席した。
2023年9月20日、田口チームK「逆上がり」公演での自身の生誕祭にて、「とまりぎ」に所属することを発表した。
2024年10月11日に自身初となる写真集『好きになる予感』をKADOKAWAより発売した。

## 人物
愛称は、ずっきー。
幼少期から歌って踊ることが大好きであった。アイドルになるきっかけは、ミュージカル『ライオンキング』に同じく子役として出演経験があったHKT48の宮脇咲良に出会って憧れを抱いたことにあり、AKB48に入りたいと思うようになった。AKB48に加入してからは毎日、最低1回は「絶対にセンターになれますように」と願ってきた。
2019年1月13日に開催された『AKB48 チーム4単独コンサート〜友達ができた〜』では、AKB48のアルバム『ここがロドスだ、ここで跳べ!』に収録された憧れの宮脇咲良のソロ曲「彼女」を披露することができた。
特技はジャズダンス、耳を動かすこと。「ミュージカル仕込みのダンスパフォーマンス力」には定評があり、センター抜擢前にはダンスナンバーの「Teacher Teacher」「NO WAY MAN」で選抜メンバー入りした。
長所は姿勢が良いとよく言われるところで、短所は人見知り。MCなどが苦手なので、今後は緊張せずすらすら話せるようになりたいという。優柔不断で、弁当や洋服、何でも決めるのに時間がかかる。
リボンが大好き。リボン好きを公言してきたことから、「失恋、ありがとう」のミュージック・ビデオの衣装には、ベレー帽の後ろや胸元などにリボンが付けられたほか、メンバーの衣装にもリボンが付けられた。私服コーデは、プライベートでも仕事のときでもワンピースが多い。
好きな料理は、中学生の時に給食でいちばん好きな献立だったキムチチャーハン。好きなスイーツは、クッキーとアイスクリーム。食べることが大好きだが、アイドルとしての食事制限もあるので、食べ物の画像を見ることで満足している。
趣味は母親と出かけることで、前日も休みだと2人でランチやショッピングをして、リフレッシュする。
幸せを感じる瞬間は、美味しいご飯を食べているときと家族で大爆笑しているとき。
朝起きたら必ずうがいをしてから白湯を飲み、夜寝る前には必ずコップ1杯の水を飲む。
落ち込んだときのリセット方法は、なるべく1人でスッキリするまで泣くこと、いっぱい寝ること。

### AKB48
「ダンスと歌の能力が高く、グループスタッフらの期待を一身に集める逸材」であり、2020年3月の高等学校卒業後は「AKB一筋で、AKBを盛り上げることに専念したい」「自分自身にも、AKBにも、革命を起こせる人間になりたい」との強い意欲を持っている。
目標はAKB48をよりたくさんの人に愛してもらえる存在にすること。
リスペクトしているアイドルは、AKB48劇場を強く愛し続けて芯が強く、メンバーに寄り添って優しい村山彩希。グループの中で彼女にするなら、隣にいるとずーっと癒され、一緒にいると楽しそうな坂口渚沙。グループの中で彼氏にするなら、しっかりしていて積極的に計画をしてくれ、リードしてくれそうな同期の浅井七海。

## AKB48での参加楽曲

### シングル選抜楽曲
- 『願いごとの持ち腐れ』に収録
  - 点滅フェロモン
- 『#好きなんだ』に収録
  - 抱きつこうか? - 「AKB48 16期研究生」名義
- 『11月のアンクレット』に収録
  - 法定速度と優越感 - 「U-17選抜」名義
- 『ジャーバージャ』に収録
  - Position - 「AKB若手選抜」名義
- Teacher Teacher
  - 猫アレルギー - 「Team 4」名義
- 『センチメンタルトレイン』に収録
  - 波が伝えるもの - 「第10回世界選抜総選挙記念枠」名義
  - 百合を咲かせるか?
- NO WAY MAN
  - 夢へのプロセス - 「AiKaBu選抜」名義
- ジワるDAYS
  - 初恋ドア - 「坂道AKB」名義
- 『サステナブル』に収録
  - モニカ、夜明けだ - 「48グループNEXT12」名義
- 失恋、ありがとう
  - 愛する人
- 根も葉もRumor
  - 離れていても
  - 大騒ぎ天国 - 「Second Generation」名義
- 元カレです
  - Loss of time - 「Team K」名義
- 久しぶりのリップグロス
  - わがままメタバース - 「AKB48 SURREAL」名義、「ZUCKY」として参加
- どうしても君が好きだ
  - Wonderland - 「AKB48 SURREAL」名義
- アイドルなんかじゃなかったら
  - 全力反抗期 - 「ガールズドライブ」名義
- カラコンウインク
- 恋 詰んじゃった
  - ピンと来た - 「星屑テレパス選抜」名義
- まさかのConfession
  - 桜の花びらたち 2025
- Oh my pumpkin!

### アルバム選抜楽曲
『なんてったってAKB48』に収録
- なんてったってアイドル - （小泉今日子のカバー）
- Body & Soul - （SPEEDのカバー）
- LOVEマシーン - （モーニング娘。のカバー）

### 配信限定楽曲
- 近いのに離れてる
- 恋人いない選手権
- Oh my pumpkin!（AKB48 members ver.）

### 劇場公演ユニット曲
16期研究生公演
- あなたとクリスマスイブ[24]

「レッツゴー研究生!」公演
- 右足エビデンス[27]

あおきー「世界は夢に満ちている」公演
- ウィンブルドンへ連れて行って[34]

峯岸チームK「最終ベルが鳴る」公演
- 初恋泥棒

村山チーム4「手をつなぎながら」公演
- Glory days[10]

「僕の夏が始まる」公演
- さっきまではアイスティー
- Oh! Baby!

田口チームK「逆上がり」公演
- 愛の色[37]
- 虫のバラード[37]

リバイバル公演「僕の太陽」
- 向日葵

「ここからだ」公演
- Lollipop

## コンサート
- AKB48山内瑞葵ソロコンサート〜“MY” Revolution〜（2020年1月26日、TOKYO DOME CITY HALL）[6]

## 出演

### テレビドラマ
- マジムリ学園（2018年7月26日 - 9月27日、日本テレビ） - アヤメ / 野村彩夢 役[38]。
- AKB48の歌 第3話・第4話「夕陽を見ているか?」（2022年6月4日・11日、ひかりTVチャンネル）[39]
- ADオグリの事件簿〜草津温泉ミステリー〜（2022年6月26日、テレビ東京）[40]
- 星屑テレパス（2024年6月26日 - 8月28日、テレビ東京） - 夕雲みちる 役[41][42]
- ラブライブ!スクールアイドルミュージカル the DRAMA（2024年11月22日 - 12月27日、毎日放送） - 天草ヒカル 役[43]

### その他のテレビ番組
- ロード to ショーダンス（2023年4月7日 - 2024年3月28日、テレビ東京）[44][45]

### ラジオ
- 柱NIGHT! with AKB48（2024年4月7日 -、bayfm） - メインパーソナリティ[46][47]
  - 月1コーナーレギュラー「ラッキーずっきーラジオ4年生」[注 1]（2020年4月5日 - 2024年3月3日）[46]
- AKB48のささやきラジオ〜たぶん、山梨でしか流れないから!〜（2022年5月1日、YBSラジオ）[注 2]
- AKB48のささやきラジオ〜たぶん、山梨、石川、福井、山口でしか流れないから！〜[注 3]（2022年7月4日 - 、YBSラジオ）[51]
- AKB48、最近ちちゅん？ 新センター千葉のまことーそーけー なんくるないさ〜（2022年10月7日、RBCiラジオ）[52][53][注 4]

### 映画
- ガールズドライブ（2023年11月10日公開、キグ―） - 主演・渕上由佳 役[注 5][54]
- オンデマンド（2026年公開予定） - 新本好 役[55]

### 舞台
- ミュージカル「プリンセス・バレンタイン2〜ROCK！PRINCESS〜」（2012年1月14日 - 15日、世田谷パブリックシアター） - ドロシー 役[56]
- ミュージカル「葉っぱのフレディ〜いのちの旅〜 2014」（2014年8月1日 - 3日、シアター1010 / 9月6日、KAAT神奈川芸術劇場ホール） - メアリー 役（夏組）[57][58]
- ブロードリーフミュージカル「マリアと緑のプリンセス」
  - 2015年公演（2015年8月13日 - 16日、シアター1010 / 8月19日、森ノ宮ピロティホール / 9月5日、KAAT神奈川芸術劇場ホール） - アースリーフ 役（team BLUE）[59]
  - 2016年公演（2016年8月20日 - 23日、シアター1010 / 9月25日、KAAT神奈川芸術劇場ホール） - イライザ 役（team BLUE）[注 6]
- グリーンミュージカル「LADYBIRD,LADYBIRD」（2016年5月6日 - 8日、シアターグリーンBIG TREE THEATER） - ムシたち 役[61]
- 舞台版「マジムリ学園」（2018年10月19日 - 28日、日本青年館ホール） - アヤメ 役[62]
- フラガール -dance for smile-（2021年4月3日 - 12日、Bunkamura シアターコクーン） - 木村早苗 役[63][64]
- 舞台「マジムリ学園-LOUDNESS-」（2021年8月20日 - 29日、品川プリンスホテル ステラボール） - イーリス 役[65]
- 舞台「六番目の小夜子」（2022年1月7日 - 16日、新国立劇場 小劇場） - 沢木容子 役[66][67][68]
- 舞台「いわかける！ -Sport Climbing Girls-」（2022年2月17日 - 20日、サンシャイン劇場） - 笠原好 役[69]
- スクールアイドルミュージカル（2025年2月9日 - 19日、日本青年館ホール /  4月4日 - 6日、 大阪新歌舞伎座） - 天草ヒカル 役、小山璃奈とダブルキャスト[70]。
- 「ネコたん！弐 ぷらす 〜猫町怪異奇譚〜」仮面遊戯殺猫事件（2025年6月21日、あうるすぽっと） - 迷路ソマリ 役[71][72]

### イベント
- 2023 バルカーカップジャパンオープンショーダンス選手権（2023年11月23日、グランドプリンスホテル新高輪）[73]

## 書籍

### 写真集
- 好きになる予感（2024年10月11日発売、KADOKAWA）ISBN 978-4-04-738077-6[20][74]

### 雑誌連載
- アップトゥボーイ（2021年8月23日 vol.306 - 2023年6月23日 vol.328、ワニブックス） - 「ずっきーのダンス世界紀行」[75][76]
- アップトゥボーイ（2023年8月23日 vol.330 - 2024年9月21日 vol.343、ワニブックス） - 「AKB48山内瑞葵 ずっきーのお仕事図鑑」[76]

### Web連載
- NewsCrunch（2021年9月20日 - 、ワニブックス） - 「AKB48山内瑞葵 グローバル化計画！ずっきーのダンス世界紀行 Web版！」[77][78]